# Kreuz und Schwert
Kreuz und Schwert (Originaltitel: La spada e la croce, wörtlich Das Schwert und das Kreuz) ist ein Historienfilm nach biblischen Motiven, den Carlo Ludovico Bragaglia 1958 in Italien inszenierte. Deutsche Erstaufführung des Filmes war am 10. Juli 1959.

## Inhalt
Der Film erzählt die Lebensgeschichte der Maria Magdalena und ihren Weg bis zu einer Anhängerin Jesu:
Der Römer Gaius Marcellus wird nach Palästina abkommandiert, um das Vorgehen von Pontius Pilatus den Rebellen gegenüber zu überprüfen. Gerade dort eingetroffen, macht er die Bekanntschaft von Maria Magdalena; beide verlieben sich ineinander. Allerdings unterstützt Maria, die mit Annan, Neffe des Hohenpriesters Kaiphas, verheiratet ist, wie ihre Schwester Marta die Gruppe um den Räuber Barabbas.
Gaius und Marcellus rivalisieren um die Liebe Marias, die unterdessen das Gespräch mit Jesus und seinen Jüngern sucht. Dessen Worte machen starken Eindruck auf sie; umso mehr, als er auch ihren Bruder Lazarus von seiner Krankheit heilt. Gaius versteht die Veränderung, die in Maria vorgeht, falsch und lässt Jesus festnehmen. Maria Magdalena ist am Boden zerstört, kann sich aber dazu aufraffen, Rettungsversuche zu unternehmen, die alle misslingen. Barabbas wird nach einem Hinweis Annans festgenommen.
Pilatus hat nun die Möglichkeit, einen Gefangenen zu begnadigen und überlässt dem Volk die Entscheidung darüber. Die Leute entscheiden sich für Barabbas; Jesus wird gekreuzigt. Unter seinem Kreuz findet sich auch Maria Magdalena ein, die um Vergebung für ihre Sünden bittet.

## Kritik
„Statt das reiche biblische Erzählgut zu verwenden, begnügt sich der Film mit dem Einsatz bekannter biblischer Namen als Zuckerle für sein fiktionales Melodram – so heißt beispielsweise Marias Bruder Lazarus.“

„Mit viel Fantasie und Pathos ausgeschmückte Zeichnung biblischer Gestalten.“